# Cephalodesmius armiger
Cephalodesmius armiger là một loài bọ cánh cứng trong họ Bọ hung (Scarabaeidae).